# Abbaye de Bélian
L'abbaye de Bélian est un édifice monastique ayant existé entre 1244 et 1800. 
L'abbaye de chanoinesses, fondée en 1244 par Wautier Harduin, chanoine de la collégiale Sainte-Waudru de Mons, était située à Mesvin, en Belgique. Elle a souvent été dévastée par des soldats s'en prenant à la ville, et a connu de nombreuses calamités. Elle ne possédait pas grand bien.
Le refuge de l'ancienne abbaye accueille à Mons depuis 2016 différentes expositions.

## Géographie
L'abbaye de Bélian est située dans la section Mesvin de la ville de Mons, en Belgique, dans la Province de Hainaut. La position géographique de l'abbaye, aux portes de Mons, explique qu'elle fut très souvent dévastée par la soldatesque des armées qui venaient assiéger la ville. On pense que les dames de Bélian possédaient un refuge à Mons dès le XIVe siècle.

## Histoire

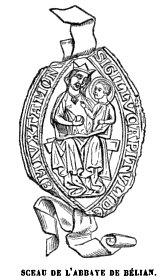
Sceau de l'abbaye de Bélian à Mesvin

### Fondation
L'abbaye de chanoinesses fut fondée en 1244 par Wautier Harduin, chanoine de la Collégiale Sainte-Waudru de Mons,. Le monastère de Bélian est dit aussi de Bethléem. L'abbaye mère est l'abbaye Saint-Victor de Paris.

### Développement
Au début du XVIe siècle, qui fut une époque de stabilité et de relative croissance pour le monastère, le nombre de religieuses s'éleva jusqu'à 40. Par la suite, aux XVIIe et XVIIIe siècles, ce dernier oscille entre 17 et 23.

### Quelques faits
L'histoire du monastère est ponctuée régulièrement par les calamités. En 1425, les troupes brabançonnes et anglaises réduisent en cendres la ferme de l'abbaye. Le 23 juillet 1554, l'abbaye est livrée aux flammes par les français du roi Henry II. Elle est reconstruite en 1563. Le 15 mars 1691, lors du siège de Mons, Louis XIV y établit son camp. Le 7 septembre 1709 le Prince Eugène de Savoie y soupe avec le Duc de Malborough.
Les diverses propriétés de l'abbaye sont vendues de 1798 à 1800. L'enclos abbatial est acquis par la famille Gantois, de Mons, qui en fait sa maison de campagne. Au niveau de la cense M. Gantois y développe une brasserie et une distillerie à côté de l'exploitation rurale. Auguste Duvivier, marié à Narcisse Gantois, devient bourgmestre de Mesvin. Charles Célestin Félix Gantois, qui épouse sa cousine germaine Celina Cécilia Euphémie Amour Duvivier, devient à son tour bourgmestre. Le général-baron Félix-Corneille Lahure, autre gendre d'Auguste Duvivier, devient propriétaire du couvent.

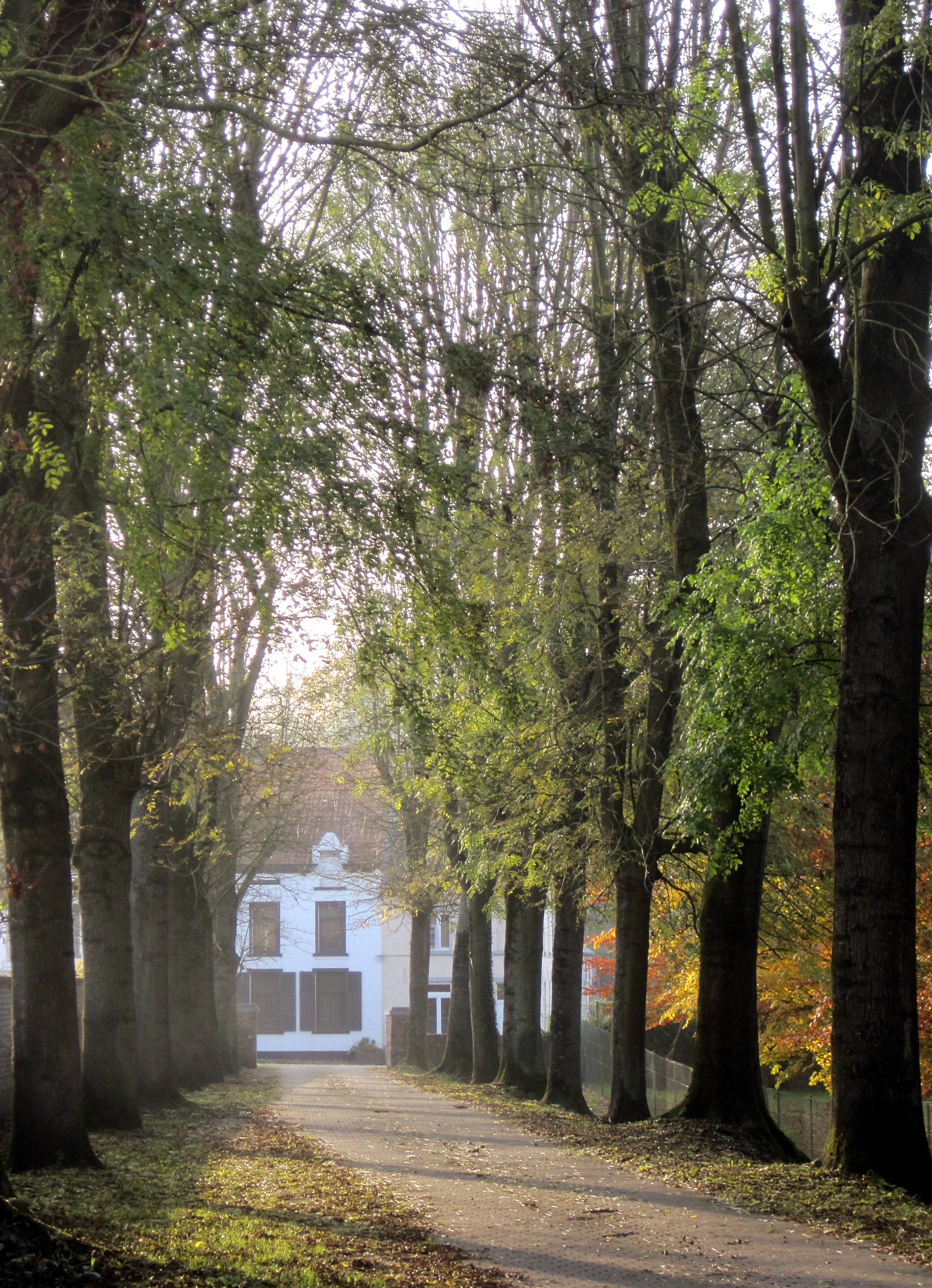
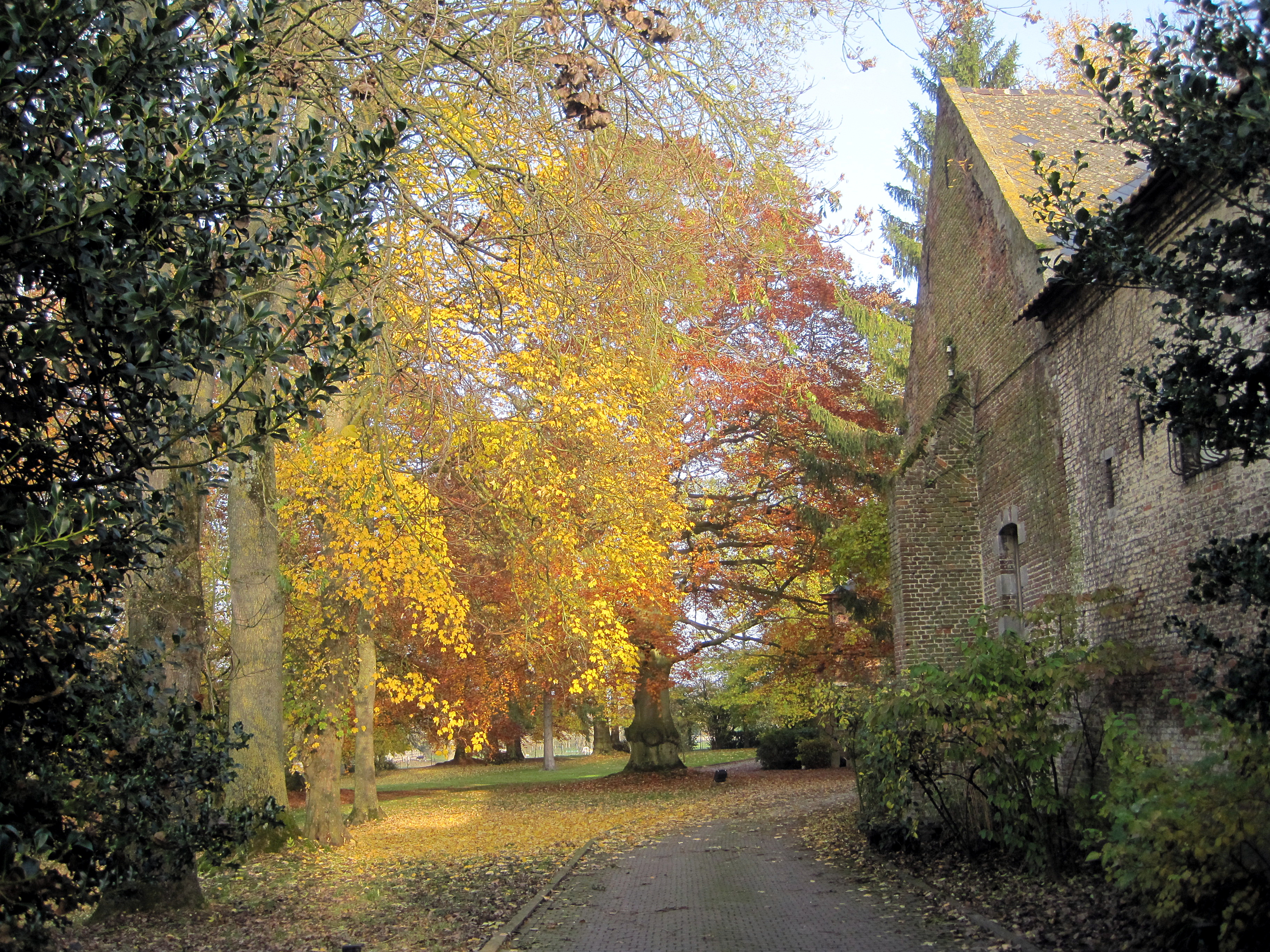

## Biens
L'abbaye de Bélian ne possédait pas grand bien mais avait un refuge Rue d'Havré à Mons qui deviendra l'Hôtel du grand cerf,.
Le refuge accueillait la communauté religieuse de passage à Mons. La chapelle du Bélian qui date de 1775 est l’œuvre de l’architecte Emmanuel-Henri Fonson. Elle fut ensuite une banque, une école avant de devenir un institut d’architecture en 1976. Elle accueille actuellement différentes expositions.

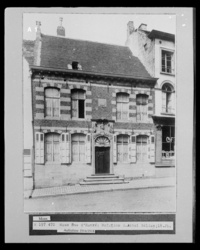
Mons, rue d'Havré, Refuge de l'abbaye de Bélian en 1917
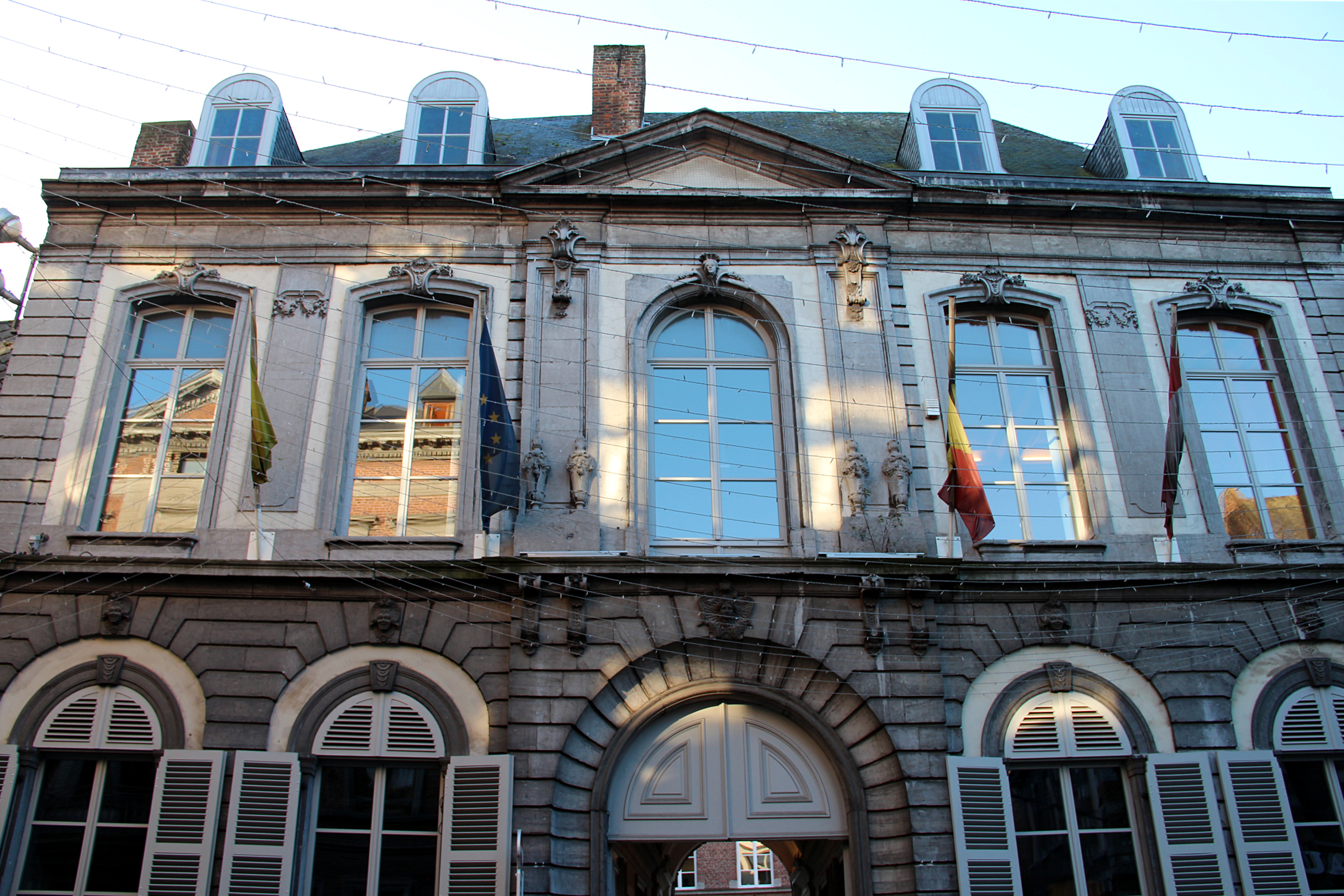
Mons, Refuge de l'abbaye de Bélian